# 八戸市立湊中学校
八戸市立湊中学校（はちのへしりつみなとちゅうがっこう）は、青森県八戸市大字白銀町にある公立の中学校。

## 沿革
- 1947年（昭和22年）
  - 4月1日 - 湊小学校校舎に併設の形で設立。
  - 4月22日 - 開校式挙行。
- 1948年（昭和23年）8月26日 - 湊小学校地の一部に校舎新築（8教室）し、半数の生徒が移転。
- 1951年（昭和26年）
  - 8月18日 - 湊小学校校舎焼失により、教室を貸与し、3部授業実施。
  - 9月10日 - 湊町字柳町の個人所有の倉庫を借用し、分校舎とする。
- 1952年（昭和27年）
  - 8月21日 - 白銀町字新井田道1番5号に移転。
  - 9月30日 - 湊小学校地の校舎を移転改築し、全校通常授業に戻る。
- 1954年（昭和29年）11月11日 - 校歌制定。
- 1955年（昭和30年）
  - 3月20日 - 校旗樹立。
  - 11月30日 - 体育館落成。
- 1958年（昭和33年）3月31日 - 図書館落成。
- 1966年（昭和41年）3月5日 - 南校舎の一部を焼失し、湊小学校より9教室借用、第1学年生徒を収容し、平常授業実施。
- 1967年（昭和42年）
  - 3月30日 - 新校舎竣工。
  - 11月25日 - 創立20周年記念と復興工事完工記念の両式典挙行。
- 1983年（昭和58年）5月21日 - 校舎・体育館増改築落成記念式典挙行。祝賀会開催。
- 2006年（平成18年）11月15日 - 創立60周年記念式典挙行、祝賀会開催。
- 2016年（平成28年）11月24日 - 創立70周年記念式典挙行し、祝賀会開催。

## 生徒数
2020年（令和2年）5月1日時点。
| 学年 | 1年 | 2年 | 3年 | 特別支援    | 合計 |
| ---- | --- | --- | --- | ----------- | ---- |
| 学級 | 3   | 3   | 3   | 2           | 11   |
| 生徒 | 89  | 101 | 88  | 12 （内数） | 278  |

## 通学区域
- 八戸市立湊小学校の通学区域
  - 本町
  - 上中道
  - 中道
  - 下中道
  - 第一久保
  - 第二久保
  - 上の山
  - 館鼻
  - 下条
  - 浜須賀
  - 汐越一部・二部
  - 大沢
  - 山手通
  - 山手本町
- 八戸市立青潮小学校の通学区域
  - 青潮
  - 柳町
  - ホロキ長根
  - 高台町
  - 永楽町
  - 第一永楽町
  - 岩渕
  - 赤坂

## 学校周辺
- 八戸湊台郵便局
- 青森県道29号八戸環状線
- ツルハドラッグみなと店
- 八戸東消防署
- 八戸学院光星高等学校
  - 八戸学院幼稚園
- 岩手銀行湊支店

## 出身者
- 榎本美鈴（女子レスリング選手）
- 田中義剛